# 1274년

## 연호
- 남송(南宋) 함순(咸淳) 10년
- 원(元) 지원(至元) 11년
- 일본(日本) 분에이(文永) 11년
- 쩐 왕조(陳朝) 바오푸(寶符) 2년

## 기년
- 남송(南宋) 도종(度宗) 10년
- 원(元) 세조(世祖) 15년
- 고려(高麗) 원종(元宗) 15년
- 쩐 왕조(陳朝) 성종(聖宗) 17년

## 사건
- 5월 7일 - 제2차 리용 공의회
- 원종, 제상궁에서 세상을 떠남. 방년 56세, 향년 55세.
- 원종의 아들 심(거)이 원나라에서 돌아와 왕위에 오름. 고려 25대 국왕 충렬왕.
- 고려의 김방경과 원의 훈둔 등이 군사를 이끌고 10월 5일에 쓰시마(對馬), 10월 14일에 이키(壹岐)를 습격하고, 규슈의 하카타항에 도착, 히라도(平戶) · 다카시마(鷹島)의 마쓰우라(松浦)의 본거지를 전멸시키고 다음날 퇴각하였다. (제1차 일본정벌)
- 결혼도감이 설치되다.
- 고려, 조천(趙仟) 등이 수령을 죽이고 삼별초와 내응했다 하여, 밀성군(密城郡)을 귀화부곡(歸化部曲)으로 강등하여 동경(경주)에 편입하였다. 이때 영산현이 주현으로 승격하였다.
- 고모다하마 신사가 창건되었다.

## 사망
- 3월 7일 - 스콜라 철학자 토마스 아퀴나스
- 7월 15일 - 스콜라 철학자 보나벤투라
- 고려 24대 국왕 원종
- 조선 추존왕 목조

## 참고 문헌
- 《세종실록 지리지》(世宗實錄地理志) 〈지리지 > 경상도 > 경주부(慶州府) > 밀양 도호부(密陽都護府)〉